# Hydrotriche hottoniiflora
Hydrotriche hottoniiflora är en grobladsväxtart som beskrevs av Joseph Gerhard Zuccarini. Hydrotriche hottoniiflora ingår i släktet Hydrotriche och familjen grobladsväxter. Inga underarter finns listade i Catalogue of Life.